# ثوم أزرق داكن
ثوم أزرق داكن (الاسم العلمي: Allium cyaneum) هو نوع من النباتات يتبع جنس الثوم من الفصيلة النرجسية.